# Budynek gimnazjum żeńskiego Julii von Heyking
Budynek gimnazjum żeńskiego baronowej Julii von Heyking – zabytek architektury Kiszyniowa, wpisany do rejestru zabytków architektury Mołdawii o znaczeniu narodowym. Budynek położony jest przy ul. Alexei Mateevici 85. Po 1945 r. był siedzibą Rady Komisarzy Ludowych Mołdawskiej SRR. W 2020 r. całkowicie zrujnowana budowla należała do ambasady Niemiec w Mołdawii.

## Historia
Budynek został wzniesiony w 1885 r. lub na początku lat 90. XIX w. z przeznaczeniem na rezydencję adwokata i polityka Wiktora Szmitowa. W 1914 r., siedem lat po śmierci pierwszego właściciela, stał się siedzibą gimnazjum żeńskiego ufundowanego przez baronową Julię von Heyking. Założona przez von Heyking w 1893 r. szkoła dla dziewcząt i chłopców oraz żeńskie progimnazjum wcześniej funkcjonowały przy ul. Mieszczanskiej (ob. Sfatul Țării). W 1914 r., rok po nadaniu szkole statusu prywatnego gimnazjum, fundatorka wynajęła willę Szmitowa na potrzeby szkoły od wdowy po Szmitowie, swojej rodzonej siostry.
W 1919 r., rok po tym, gdy Kiszyniów razem z całą Besarabią znalazł się w granicach państwa rumuńskiego, prywatne gimnazjum Julii von Heyking straciło prawo do państwowej subwencji. Odtąd głównym źródłem utrzymania szkoły stała się emerytura męża baronowej, Aleksandra von Heykinga, uczestnika wojny rosyjsko-tureckiej 1877-1878. Małżonkowie zainwestowali w rozwój szkoły niemal cały majątek, sami zaś mieszkali w dużo skromniejszym domu przy ul. Gogola (ob. Bănulescu-Bodoni). W związku z coraz mniejszą liczbą uczennic chętnych pobierać naukę w języku rosyjskim baronowa von Heyking w 1927 r. otworzyła w gimnazjum klasy rumuńskie, które od 1929 r. otrzymywały państwową dotację. Szkoła funkcjonowała jeszcze do 1931 r., następnie została zlikwidowana, a w budynku otwarto publiczne rumuńskie liceum im. Alecu Donicia, zaś w końcu lat 30. XX wieku liceum o profilu przemysłowym. Po II wojnie światowej budynek najpierw przeznaczono na siedzibę Rady Komisarzy Ludowych Mołdawskiej SRR, a następnie na szkołę średnią nr 5. Pod koniec lat 90. był już opuszczony.
W 2009 r. zrujnowany budynek został specjalną decyzją parlamentu Mołdawii sprzedany ambasadzie Niemiec w Mołdawii za kwotę 1,5 mln euro, z przeznaczeniem na nową siedzibę ambasady. Jednak w 2019 r. obiekt nadal pozostawał w niemal całkowitej ruinie, a jego odbudowa i adaptacja pozostawała kwestią planów, chociaż strona niemiecka zastrzegała, że przy budowie nowej siedziby na posesji zamierza odtworzyć wygląd zewnętrzny dawnej szkoły.

## Architektura
Dwupiętrowy budynek został wzniesiony w stylu eklektycznym z wyraźnymi akcentami neoklasycystycznymi. Symetrycznie rozplanowana elewacja główna obiektu zdominowana jest przez portyk z czterema kolumnami doryckimi oraz schody, prowadzące do wejścia głównego. Kolumny podtrzymują balkon, który w czasie szkolnych uroczystości pełnił funkcje trybuny; balkon łączył się z salą galową z trzema obszernymi, zamkniętymi półkoliście oknami. Budynek oddalony jest nieco od ulicy, rozciąga się przed nim niewielki placyk. Obiekt wzniesiony jest na planie wieloboku z wewnętrznym dziedzińcem. Obiekt zdobiony jest lizenami, obramowaniami okien i fryzem. Okna sal lekcyjnych, położonych na piętrze, wychodziły na ulicę, okna korytarza – na dziedziniec.